# Shin-yo-sha
Shin-yo-sha Publishing Ltd. (株式会社新曜社, Kabushiki-gaisha Shin’yōsha) est une maison d’édition basée à Tokyo au Japon, fondée en 1969 par Horie Hiroshi (堀江洪, Hiroshi Horie),.
Elle est spécialisée dans les publications académiques, particulièrement dans les domaines de la philosophie, la psychologie et autres domaines connexes. Il y a parmi leurs publications des traductions en japonais d’œuvres de référence, comme celles de Donald Norman, The Psychology of Everyday Things (1988), de Thomas Gilovich, How we know what isn't so (1991) et de Gerald Edelman, Bright Air, Brilliant Fire: On the Matter of the Mind (1992). 
En 2007, à la suite du décès de Horie Hiroshi, Akira Shioura (塩浦 暲, Shioura Akira) prend sa place de CEO.